# Daniele Amfitheatrof
Daniele Amfitheatrof, ros. Даниил Александрович Амфитеатров Daniił Aleksandrowicz Amfitieatrow (ur. 16 października?/29 października 1901 w Petersburgu, zm. 7 czerwca 1983 w Rzymie) – kompozytor i dyrygent pochodzenia rosyjskiego.

## Życiorys
Jego ojciec Aleksandr Amfitieatrow był pisarzem, matka Jewłalija natomiast pianistką i śpiewaczką. Jako trzymiesięczne dziecko został zesłany wraz z rodziną na Syberię z powodu politycznych pism jego ojca. Po zwolnieniu w 1904 roku wyemigrował wraz z rodziną do Włoch, by powrócić do Rosji w 1914 roku. Studiował w Petersburgu u Jāzepsa Vītolsa, w Pradze u Jaroslava Křički oraz w Rzymie u Ottorino Respighiego.
W 1922 roku uciekł wraz z rodziną z radzieckiej Rosji do Włoch, gdzie otrzymał obywatelstwo. W 1924 ukończył studia w Konserwatorium św. Cecylii w Rzymie. W latach 1924−1929 działał w Rzymie jako asystent Bernardino Molinariego, kierując koncertami symfonicznymi w amfiteatrze Augusteo oraz dyrygując licznymi orkiestrami. Podczas pobytu we Włoszech pracował też w rozgłośni radiowej w Turynie, a także napisał ścieżkę dźwiękową do filmu Maxa Ophülsa Kobieta dla wszystkich (1934). W 1937 roku wyemigrował do USA. Od 1938 do 1941 roku był dyrygentem orkiestry symfonicznej w Minneapolis. Dyrygował również Bostońską Orkiestrą Symfoniczną. W 1941 roku osiadł w Hollywood, poświęcając się komponowaniu muzyki filmowej. W 1944 roku otrzymał obywatelstwo amerykańskie. W latach 1939−1959 napisał ścieżki dźwiękowe do około 70 obrazów.
W 1959−1967 ponownie przebywał we Włoszech, w 1967 roku powrócił jednak na stałe do USA.

## Twórczość
Skomponował m.in. utwory orkiestrowe Poema del mare (1925) i American Panorama (1934), De profundis clamavi (1944) oraz Requiem (1962) na chór i orkiestrę, dramat muzyczny The Staring Match (1965). W Hollywood współpracował z wytwórniami Metro-Goldwyn-Mayer i następnie Universal Pictures, będąc autorem ścieżek dźwiękowych do takich filmów jak Andy Hardy’s Double Life (1942), Lassie, wróć! (1943), Cry 'Havoc' (1944), Wirgińczyk (1946), Pieśń Południa (1946), List od nieznajomej (1948), Another Part of the Forest (1948), Dom ludzi obcych (1949), Pustynny Lis (1951), Rajski ptak (1951), Naga dżungla (1954), Trial (1955), Edge of Eternity (1959) i Major Dundee (1965).